# Col du Linas
Le col du Linas est un col routier du massif des Corbières sur la commune de Bugarach, dans le département de l'Aude.

## Géographie

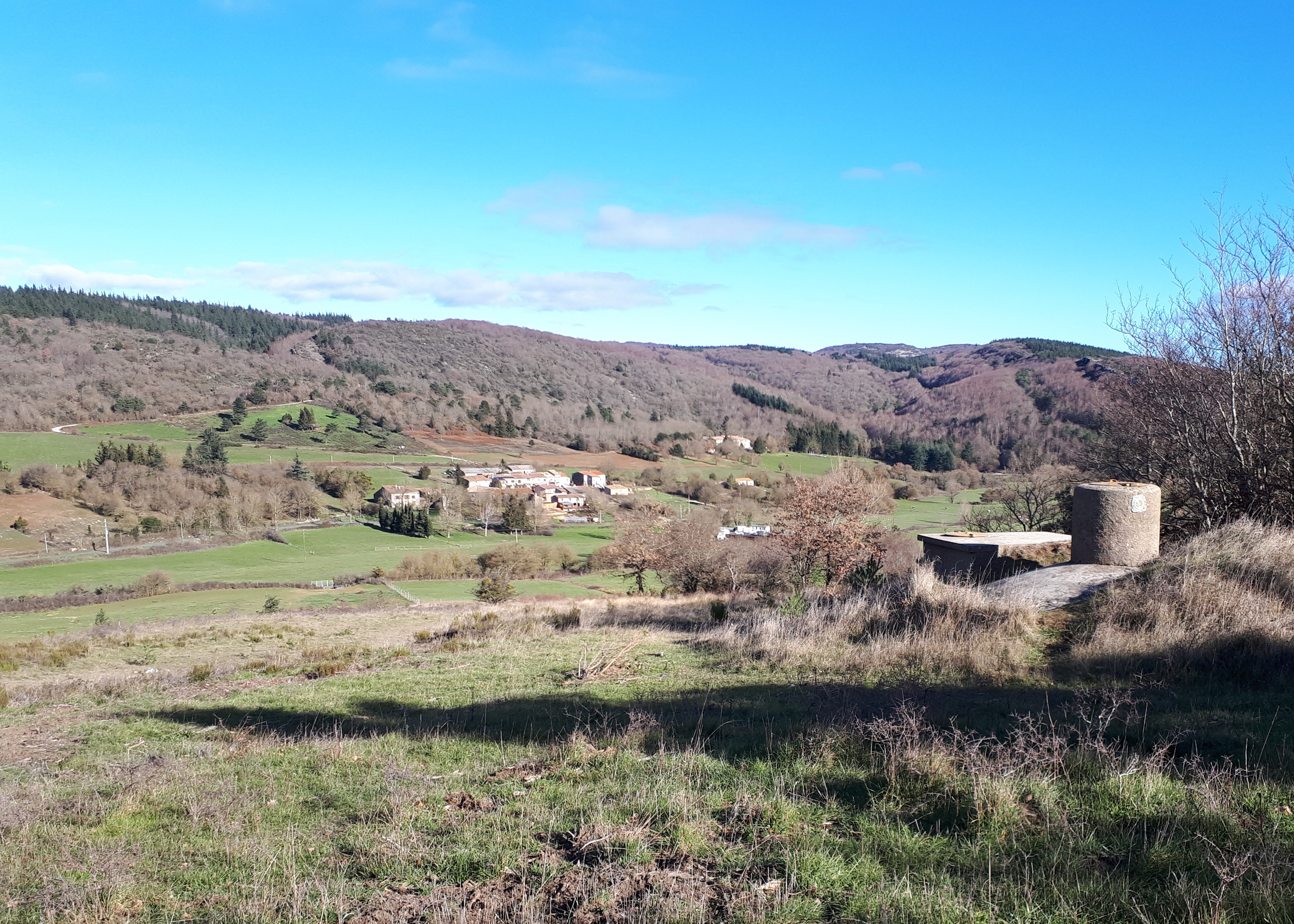
Une des sources de l'Agly (ici une source captée), près du col du Linas.

Le col se trouve à 667 m d'altitude au nord-est du Pech de Bugarach (1 230 m) sur la route départementale 14, à environ 3 km à l'est du village de Bugarach et à l'ouest du hameau du Linas. Le fleuve l'Agly prend sa source à proximité.

## Activités

### Randonnée
C'est une base de départ pour gravir le Pech de Bugarach (7,2 km aller-retour avec 566 m de dénivelé), point culminant des Corbières.

### Cyclisme
Le col a été emprunté au km 75,8 en 2e catégorie par la 4e et dernière étape de la Route d'Occitanie 2021 entre Lavelanet et Duilhac-sous-Peyrepertuse.